# Spanish Moss
| Recensione              | Giudizio |
| ----------------------- | -------- |
| AllMusic                | [ 2 ]    |
| Dizionario del Pop-Rock | [ 3 ]    |

Spanish Moss è il secondo album discografico di Doug Kershaw, pubblicato dalla casa discografica Warner Bros. Records nel luglio del 1970.

## Tracce

### LP
Lato A
Testi e musiche di Doug Kershaw, eccetto dove indicato.
1. Cajun Joe (The Bully of the Bayou) – 2:22
2. Fais Do Do – 2:34
3. Dans la Louisianne – 2:29
4. Cajun Stripper – 2:40
5. Spanish Moss – 4:20
6. Orange Blossom Special – 3:44 (Erwin T. Rouse)

Lato B
Testi e musiche di Doug Kershaw.
1. My Uncle Abel – 2:19
2. Pirogue – 2:59
3. Swamp Rat – 2:29
4. I've Got Mine – 4:51
5. Mama Rita in Hollywood – 5:14

## Musicisti
- Doug Kershaw - voce, fiddle, accordion, piano, dobro, chitarra
- James Burton - chitarra
- Red Rhodes - chitarra steel
- Lincoln Mayorga - piano
- Brian Garofalo - basso
- Russ Kunkel - batteria
- Mama Rita Kershaw - voce, chitarra ritmica, triangolo (brani: Cajun Stripper e Mama Rita in Hollywood)

Note aggiuntive
- Andy Wickham - produttore
- Patricia Nichols - assistente alla produzione
- Registrazioni effettuate al The Sound Factory di Hollywood, California (Stati Uniti)
- Dave Hassinger - ingegnere delle registrazioni
- Guy Webster - fotografie copertina album originale
- Ed Thrasher - art direction copertina album originale
- Doug Kershaw - note retrocopertina album originale (Ameri-Cajun Glossary and Phonetics)[5]